# Mohamed Salah Mohammedi
Pour les articles homonymes, voir Mohammedi.
Mohamed Salah Mohammedi né en 1939 est un homme politique algérien.
Il commence sa carrière au ministère de la justice d'abord sous-directeur des affaires criminelles et des grâces en 1965 puis directeur des affaires judiciaires en 1969 avant de devenir secrétaire général du ministère de 1978 à 1981.

## Fonctions
- 1981-1986 Premier président de la cour suprême[2]
- 1986-1989, Secrétaire général du gouvernement.
- 1989-1991, Ministre de l'intérieur.